# Принц-студент у Старому Гейдельберзі
«Принц-студент у Старому Гайдельберзі» (англ. The Student Prince in Old Heidelberg) — американська мелодрама режисера Ернста Любіча 1927 року.

## Сюжет
Австрійський принц Карл Генріх, племінник короля Карла VII, що страждає через надмірну опіку, закохується в служницю Каті. Боязкість і рішучість, відданість і покірність, борг і відчай — все змішалося на шляху до їх розлуки.

## У ролях
- Рамон Новарро — принц Карл Генріх
- Норма Ширер — Каті
- Джин Гершолт — доктор Юттнер
- Густав фон Сейффертітц — король Карл VII
- Філіпп Де Лесі — спадкоємець
- Едгар Нортон — Латц
- Боббі Мак — Келлерман